# Jimmy Briand
Jimmy Briand (Vitry-sur-Seine, 2 de agosto de 1985) é um ex-futebolista francês que atuava como atacante. 

## Carreira
Briand começou a carreira no Rennes.

## Títulos
Lyon
- Copa da França: 2011-12